# Hin Namno
Khu bảo tồn đa dạng sinh học quốc gia Hin Namno là một Khu bảo tồn thiên nhiên tại tỉnh Khăm Muộn, Lào. Về phía đông của nó là Vườn quốc gia Phong Nha-Kẻ Bàng thuộc tỉnh Quảng Bình, Việt Nam. Cả hai khu bảo tồn này được kết hợp (theo quyết định của UNESCO phê duyệt điều chỉnh ranh giới của Di sản thiên nhiên thế giới Vườn quốc gia Phong Nha - Kẻ Bàng mở rộng thêm cả Vườn quốc gia Hin Nam Nô, tạo thành một trong những vùng carxtơ lớn nhất thế giới.

## Mô tả
Đây là môi trường sống của cây thường xanh, rừng hỗn giao và rừng rụng lá. Do nằm giữa dãy Trường Sơn, Hin Namno có nhiều hang động và vách đá vôi, trong đó có một hang động dài 5 km dọc theo sông Xe Bangfai.
Đây là nơi có nhiều loài động vật quý hiếm, trong đó có Chà vá chân đỏ và Voọc đen má trắng, mang Vũ Quang, Dơi quạ, dơi đốm hoa, dơi io, hồng hoàng, khướu đá mun.
==